# 2022年美國高溫
2022年美國高溫是2022年5月至7月期間席捲北美的熱浪和高溫天氣。 

## 五月
5月中旬，由于空调故障，伊利诺伊州芝加哥有3人因高温去世。
田纳西州孟菲斯的气温接近91 °F（33 °C） ，一名婴儿因被遗弃在机动车内而丧生。
5月下旬，美國東北部出現高溫。5月31日，纽约都会区出現創紀錄的高溫。6月1日，美國東北部降溫。

## 六月
6月的第二周，美國中西部和美國東南部出現熱浪。凤凰城的氣溫達到45.6°C，這追平了當地歷史最高紀錄。北普拉特的气温達到108 °F（42 °C），該氣溫打破當地歷史最高氣溫記錄。死亡谷當地氣溫達到123 °F（51 °C）度时，一名男子在當地加油时因高溫身亡。6月18日，莫比尔的氣溫達到100 °F（38 °C） ，該溫度突破當地歷史氣溫極值。
6月20日，明尼阿波利斯氣溫達到101 °F（38 °C），同樣突破歷史極值。大福克斯氣溫達到100 °F（38 °C），同樣也创下单日氣溫最高纪录。 

## 七月
7月，美國85%以上的地区气温达到或高于90 °F（32 °C） 。當年的7月是有记录以来第三热的7月。對德克萨斯州來說，當年的7月則是有氣象记录以来最热的7月。
達拉斯縣一名男子因高溫而死亡。极端高温又加劇了美國境內的干旱状况。阿肯色州和密苏里州境內遭受旱災影響的地區急劇擴大。7月20日，阿比林气温达到110 °F（43 °C），打破當地的單日最高氣溫记录。奧斯汀氣溫達到104 °F（40 °C），也打破單日最高氣溫记录。7月的热浪造成18人死亡（馬里科帕縣12人，劣地国家公园1人）。7月20日至24日，紐華克每天氣溫都达到或超过100 °F（38 °C）。7月24日波士顿氣溫达到100 °F（38 °C），創下歷史最高紀錄。